# Synalpheus bousfieldi
Synalpheus bousfieldi är en kräftdjursart som beskrevs av Fenner A. Chace 1972. Synalpheus bousfieldi ingår i släktet Synalpheus och familjen Alpheidae. Inga underarter finns listade i Catalogue of Life.